# John Cipollina
Pour les articles homonymes, voir Cipollina.
John Cipollina, (24 août 1943 - 29 mai 1989) est un guitariste américain connu pour sa participation au groupe de rock de San Francisco, Quicksilver Messenger Service.
Né à Berkeley en Californie, il a fréquenté la Tamalpais High School, à Mill Valley en Californie. Ayant commencé sa carrière musicale avec le piano classique, Il s'est rapidement tourné vers la guitare. Il est considéré comme l'un des précurseurs du San Francisco Sound et de la musique psychédélique de la côte ouest.  
De santé fragile, il meurt prématurément à l'âge de 45 ans le 29 mai 1989 d'une crise cardiaque (provoquée par un emphysème).

## Carrière musicale
Dès 1960, il forme les Deacons qui deviendront ensuite les Penetrators. Il exerce aussi le métier d'agent immobilier à temps partiel, car  il éprouve des difficultés à vivre de sa musique jusqu'à ce qu'il rencontre fin 1964 les premiers membres du futur Quicksilver Messenger Service.
C'est au sein de ce groupe que sa renommée va croître notamment grâce à son jeu talentueux dans l'album Happy Trails sorti en 1969.  En 1971, il forme CopperHead qui sortira un album unique deux ans plus tard.
Puis il participe à de nombreux autres groupes : 
- Raven
- Dinosaurs
- Zero
- Terry And The Pirates
- Fish and Cip (avec Barry "the Fish" Melton)
- Fish Stu
- Nick Gravenites
- Gravenites Cipollina Band (AKA Cipollina Gravenites  Band)
- Thunder and Lightning (AKA Gravenites Cipollina Band)
- Mickey Hart
- Robert Hunter and the Mystery Band
- Kingfish
- Man
- Problem Child
- Rocky Sullivan
- Novato Frank Band
- Once
- Freelight
- San Francisco AllStars
- Summer Of Love All Stars
- Sounds Of San Francisco
- 68 Band
- Seven Deadly Sins

En 1980, il sort un album solo intitulé Raven.
Cipollina a été classé à la 32e place parmi les 100 plus grands guitaristes de tous les temps par le magazine Rolling Stone.
Il est considéré comme l'un des  plus grands au regard de sa carrière exemplaire jusqu'à la veille de sa mort.
Fidèle à la Gibson SG, son jeu était basé sur de subtils vibratos obtenus par un chevalet Bigsby ou Vibrola et l'utilisation de plectres fixés à plusieurs doigts pour des arpèges rapides. L'amplification utilisée par Cipollina était particulière puisqu'il jouait sur des guitares avec deux sorties (une par micro) qui étaient ensuite envoyées sur deux amplificateurs Fender distincts (un Twin Reverb pour les aigus, un Dual Showman pour les basses, ou des combinaisons avec des Standel) . Ce son crunchy était transformé par divers effets comme des réverbérations, des trémolos ou encore des pédales wah-wah.

## Discographie

### Stu Blank
- Under The Big Top, Kingspot 1988

### Brewer and Shipley
- Brewer & Shipley, Kama Sutra 1971
- Shake Off The Demon, Kama Sutra 1971

### Copperhead
- Copperhead CBS, Dutch, Edsel 1973
- Roller Derby Star, Chameleon (45 tours) Columbia 1973
- Live 73, Blue Velvet 1973
- Drunken Irish Setter, Oh Boy 1990

### Papa John Creach
- Janitor Drives A Cadillac (45 tours) Grunt 1971

### The Dinosaurs
- Dinosaurs Relix, Line, Big Beat 1988
- Live in San Francisco, Oh Boy 1988

### Merrell Fankhauser
- Day In Paradise, Sourse 1985
- Dr. Fankhauser, D Town 1986

### The Ghosts
- Playin In The Band, Whirled Records 1984

### The Grateful Dead
- The Closing of Winterland (édition officielle), Grateful Dead Records 78055, 1978/1979/2003.

### Nick Gravenites
- My Labors Columbia, Columbia Britain 1969
- Blue Star, Line 1980

### Mickey Hart
- Rolling Thunder, Warner Brothers 1972

### Robert Hunter
- Amagamalin Street, Relix 1984

### Matthew Kelly
- Wing and A Prayer, Relix 1985

### Charles Lloyd
- Warm Waters, Kapp 1971

### Man
- Maximum Darkness, United Artists 1975

### Kathi McDonald
- Insane Asylum, Capitol 1974

### Novato Frank Band
- Marijuana, Grow Your Own (45 tours)
- Rock 'n' Roll Heaven, Legend 1995

### Quicksilver Messenger Service
- Quicksilver Messenger Service, Capitol 1968
- "Revolution" soundtrack, United Artists 1968
- Happy Trails, Capitol 1969
- Shady Grove, Capitol 1969
- Who Do You Love/Which Do You Love?, Capitol 1969
- Just For Love, Capitol 1970
- What About Me, Capitol 1970
- Fresh Air/Freeway Flyer (45 tours), EMI/Capitol, Holland 1970
- Live At Winterland, bootleg 1970
- Anthology Capitol, Capitol Japan 1973
- Solid Silver, Capitol 1975
- Ultimate Journey (compilation) See For Miles 1986
- Best Of Capitol 1988
- Live in San Francisco, Living Legend 1988
- Smokestack Lightning, Moby Dick 1989
- New Years' Eve 67-68, Wildbird 1989
- Prairie Rose (Fillmore East 1968), World Productions 1989
- Calvary Vulture 1990
- Sons Of Mercury (2 CD set), Rhino 1991
- Summer of 68, Blue Knight 1993
- Summer of Love, Platinum Disc 1994
- Trilogy Box Set, Capitol
- The Psychedelic Years, bootleg CD
- Smokin Sound, bootleg CD
- Super Hits ("Fresh Air"), Pickwick
- Wings ("Light Your Windows"), Capitol
- Super Oldies Vol. 4 ("Pride Of Man"), Capitol
- New Scene ("Fresh Air"), Capitol
- Best of QMS Holland, EMI/Capitol
- Maiden of the Cancer Moon, Psycho
- The Best Of...("Who Do You Love / Stand By Me"), Canadian/Capitol
- Quicksilver Messanger Service California Christmas ("Mojo, The Fool"), Penguin 1966
- Live in San Jose, Groucho  1966

### Problem Child
- It's Not My Fault, Legend 1996

### Raven
- Raven, Line 1980

### San Francisco All Stars
- Vol. 1, Flying Horse 1980
- Vol. 2, Flying Horse 1981

### Nathan Sark
- Nomad Blues, Private Pressing 1995 (avec Kreiger, N. Hopkins, S. Dryden, R. Anderson, M. Ford, B. Valory)

### Pete Sears
- Watchfire, Redwood  1988

### Rocky Sullivan
- City Lights, Jupiter 1979
- Illegal Entry, Jupiter, Rag Baby, Line 1980
- Shake Your Shake/Love Me Just A Little, Jupiter (45 tours) 1980
- Internal Affairs Rag Baby, Line, Line reissue

### Terry and The Pirates
- Too Close For Comfort Wild Bunch, Legend 1979, 1994
- Doubtful Handshake, Line 1980
- Montana Eyes/I Put A Spell On You, Line (45 tours) 1980
- Wind Dancer Rag Baby, Line 1981
- Rising Of The Moon Rag Baby, Line 1982
- Acoustic Rangers, Sawdust 1987
- Silverado Trail, Big Beat 1990
- 2 CD Set, Oh Boy 1993

### Thunder and Lightning (aka GRAVENITES-CIPOLLINA)
- Monkey Medicine
- Big Beat, Line, Legend (2 chansons bonus) 1982, 1994
- Live In Bonn, bootleg 1982
- Live in Athens at Club Rodon, Music Box International 1991
- Live At Stanhope House, Oh Boy 1994

### Michael Wilhelm
- Mean Ol' Frisco, New Rose 1985

### Wolf Pack
- Public Enemy #1/Mr. Big Song (45 tours), Wolf Pack Records 1982

### Zero
- Here Goes Nothin, Relix 1987
- Nothin Goes Here, Mobile Fidelity 1990
- Go Hear Nothin (Live), Whirled 1991
- Live At The Fillmore, Oh Boy 1994

### Divers
- Teacher (45 tours), Nasty Records 1973
- West Coast (Terry and The Pirates, Raven, N. Gravenites), Line Records 1980
- First Press (Novato Frank Band), Rail Records 1981
- Legends From The Bay Vol. 1 (Fish & Chip, QMS, Copperhead, Terry and The Pirates, Area Code 415), Red Devil Records 1988
- Legends of Guitar "Rock the 60s", Rhino Records 1990
- Moody Guitars, Line 1991
- That´s Line, Line 1991
- San Francisco Nights, Rhino 1991
- Thru The Years, Thru The Bands (QMS, Novato Frank Band, Dinosaurs, Mickey Hart, Zero, Thunder and Lightning, Fish and Chip, Sounds of San Francisco), Oh Boy 1994
- Mickey Hart & Friends ("Fire On The Mountain") avec Jerry Garcia, Barry Melton, Robert Hunter, David Freiberg, Phil Lesh, Mike Bloomfield, Papa John Creach, Planet Records 1995